# 加查斯內克

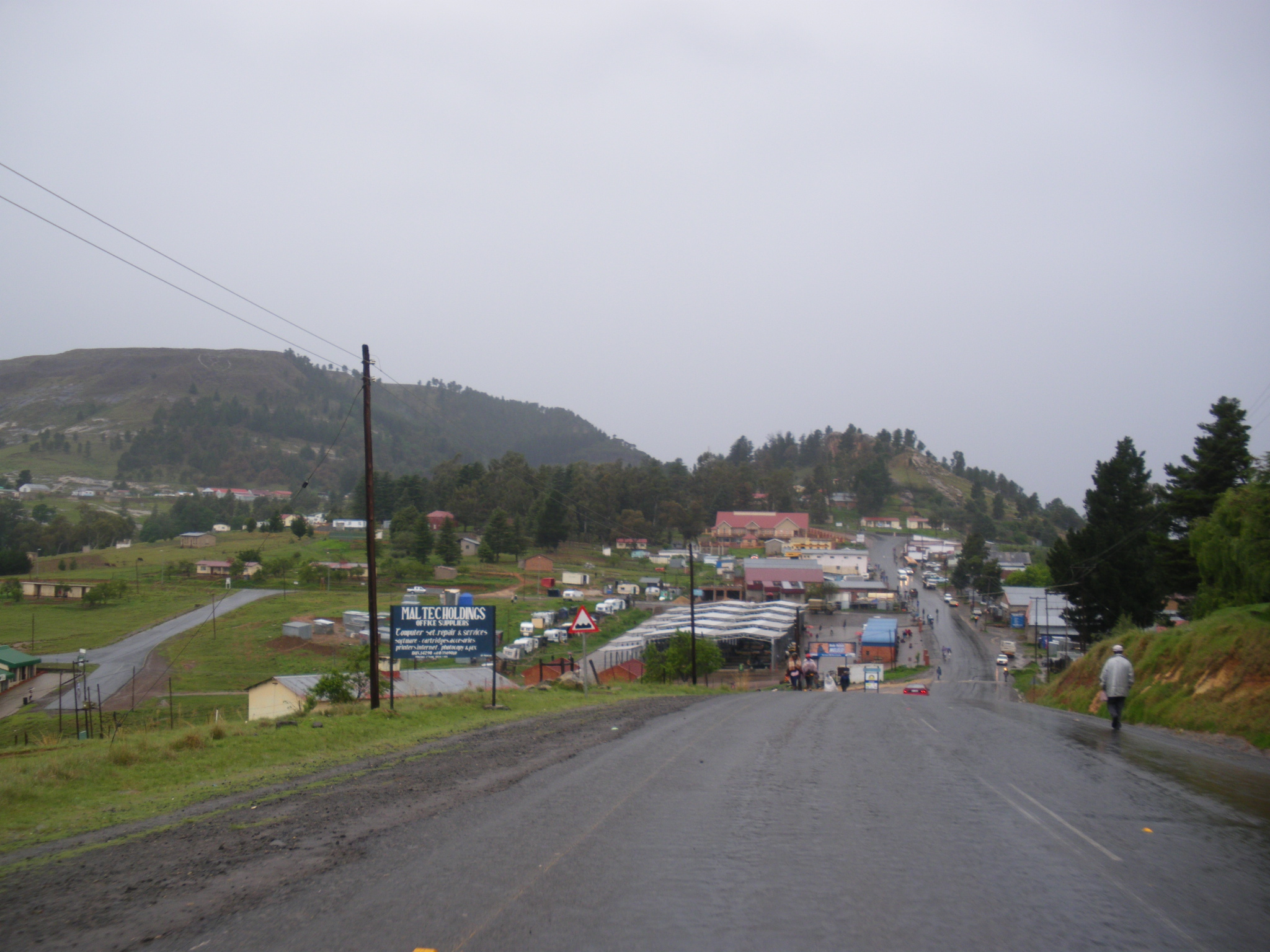

加查斯內克是非洲南部國家萊索托的城市，也是加查斯內克區的首府，位於該國東南部，距離與南非接壤的邊境僅2公里，海拔高度1,980米，每年平均降雨量900毫米，2004年人口約8,000。
30°07′S 28°41′E / 30.117°S 28.683°E